# Mnesarchaea
Mnesarchaea (лат.) — род бабочек из инфраотряда Exoporia подотряда Хоботковые. Род выделяют в  монотипические семейство Mnesarchaeidae и надсемейство Mnesarchaeoidea. Эндемики Новой Зеландии. 7 видов.

## Описание
Дневные мелкие моли (3,5 мм). Гусеницы живут в шелковистых галереях в почве и мхе. Ротовые части взрослых бабочек функциональны, в отличие от близких Hepialoidea.

## Распространение
Новая Зеландия

## Систематика
7 видов. Группа Mnesarchaeoidea является сестринским таксоном к надсемейству Hepialoidea (Hepialidae).
- Mnesarchaea acuta Philpott, 1929
- Mnesarchaea fallax Philpott, 1927
- Mnesarchaea fusca Philpott, 1922
- Mnesarchaea fusilella Walker, 1864 (originally in Tinea)
- Mnesarchaea loxoscia Meyrick, 1888
- Mnesarchaea hamadelpha Meyrick, 1888
  - = Mnesarchaea similis Philpott, 1924
- Mnesarchaea paracosma Meyrick, 1886typus